# Interstate 17
Interstate 17 – amerykańska autostrada międzystanowa znajdująca się w całości w stanie Arizona. Zaczyna się w Phoenix, a kończy w Flagstaff. Jej długość wynosi 234 km/ 145 mil.